# トル・ラトゥ
トル・ラトゥ（Tolu Latu、1993年2月23日 - ）は、トップ14スタッド・ロシュレに所属するラグビー選手。

## プロフィール
- トンガ・ヌクアロファ出身。
- ポジションはフッカー(HO)。
- 身長 175cm、体重 110kg
- U20オーストラリア代表に選ばれたことがある[1]。
- オーストラリア代表キャップは21（2023年2月現在）でワールドカップ2019のオーストラリア代表に選ばれた[2]。

## 略歴
シドニースターズ、NSWカントリーイーグルス、ワラターズを経て、2019年、スタッド・フランセに加入。
2023年、ワラターズに復帰。
2024年、ラ・ロシェルに加入。